# انتهای زمین
انتهای زمین فیلمی به کارگردانی و نویسندگی ابوالفضل صفاری محصول سال ۱۳۸۶ است.

## بازیگران
- حجت اله قزقزوینی داداشی
- شهاب فرضعلی
- نیلوفر ادیب فر
- مسعود مهرگان
- سعید معظمی
- النا فررت
- ژف ملیجک
- سید ابراهیم بحرالعلومی
- ماه خاتون پیرآکند
- بیژن سیفان
- وحید خدیو